# Museo astronomico e copernicano
Il Museo astronomico e copernicano è un museo situato a Roma, presso la sede di Monte Mario dell'Osservatorio astronomico di Roma. Istituito nel 1873, raccoglie una collezione di strumenti astronomici e testi antichi di astronomia.

## Storia
Nel 1873 lo studioso polacco Artur Wolynski affidò al ministero dell'agricoltura del governo italiano una collezione di oggetti che riguardavano Copernico, provenienti da varie collezioni polacche. Erano libri, monete, dipinti, medaglie, cimeli, strumenti scientifici e una raccolta di lettere di astronomi italiani dell'Ottocento. La donazione era subordinata al fatto che questi reperti fossero collocati in un ambiente idoneo a diventare un museo e fossero quindi fruibili sia dagli studiosi, sia dal pubblico. L'idea di dedicare a Copernico un museo a Roma derivava dalla circostanza che l'astronomo vi aveva soggiornato. Fu scelto come sede la Specola al Collegio Romano. Confluirono nella raccolta sia la dotazione della Specola sia quella dell'osservatorio del Campidoglio che rispecchiavano l'opera di astronomi come Angelo Secchi e Lorenzo Respighi. Si aggiunsero altri antichi strumenti, libri, quadri, stampe, fotografie, messi insieme grazie all'impegno dell'astronomo Pietro Tacchini, allora direttore dell'osservatorio astronomico di Roma.
Tra i preziosi libri antichi c'era la prima e seconda edizione di De revolutionibus orbium coelestium di Nicola Copernico, il Dialogo sopra i massimi sistemi del mondo di Galileo Galilei, decreti originali di censura della Congregazione dell'Indice. Tra gli strumenti c'era lo spettrofotometro a visione di retta di Mertz costruito a Monaco nel 1862, strumenti per l'orientamento, per la navigazione (come bussole in scatole di ottone), per la misura del tempo (come il quadrante notturno per orologio Krable, costruito a Monaco nel 1583), un cannocchiale Eustachio Divini del XVII secolo e un astrolabio arabo di Valenza del 1096.
Nel 1938 il museo fu trasferito a Villa Mellini, a Monte Mario, divenuta sede dell'osservatorio astronomico di Roma. Ma i reperti rimasero nelle casse. La rinascita del museo si deve all'astrofisico Massimo Cimino che lo ha riaperto nel 1973, in occasione del quinto centenario della nascita di Copernico. Tutti gli oggetti furono accuratamente restaurati. La riapertura fu preceduta da una mostra di cimeli copernicani, promossa nella sua sede dall'Accademia dei Lincei, organizzata da Massimo Cimino, dalla sua assistente italiana Maria Antonietta Giannuzzi e dalla Chelkowska, una restauratrice polacca, mandata a Roma per occuparsi dei restauri. In collaborazione con il Comune di Roma si svolsero nel nuovo museo visite guidate per le scolaresche e altre iniziative culturali.
Nel 2000 la villa divenne sede sia del Museo astronomico e copernicano, sia della struttura direttiva del neonato Istituto nazionale di astrofisica. Nel 2000 il museo fu chiuso per restauri, previsti per circa 2,5 miliardi di lire, a carico del Ministero dei lavori pubblici.

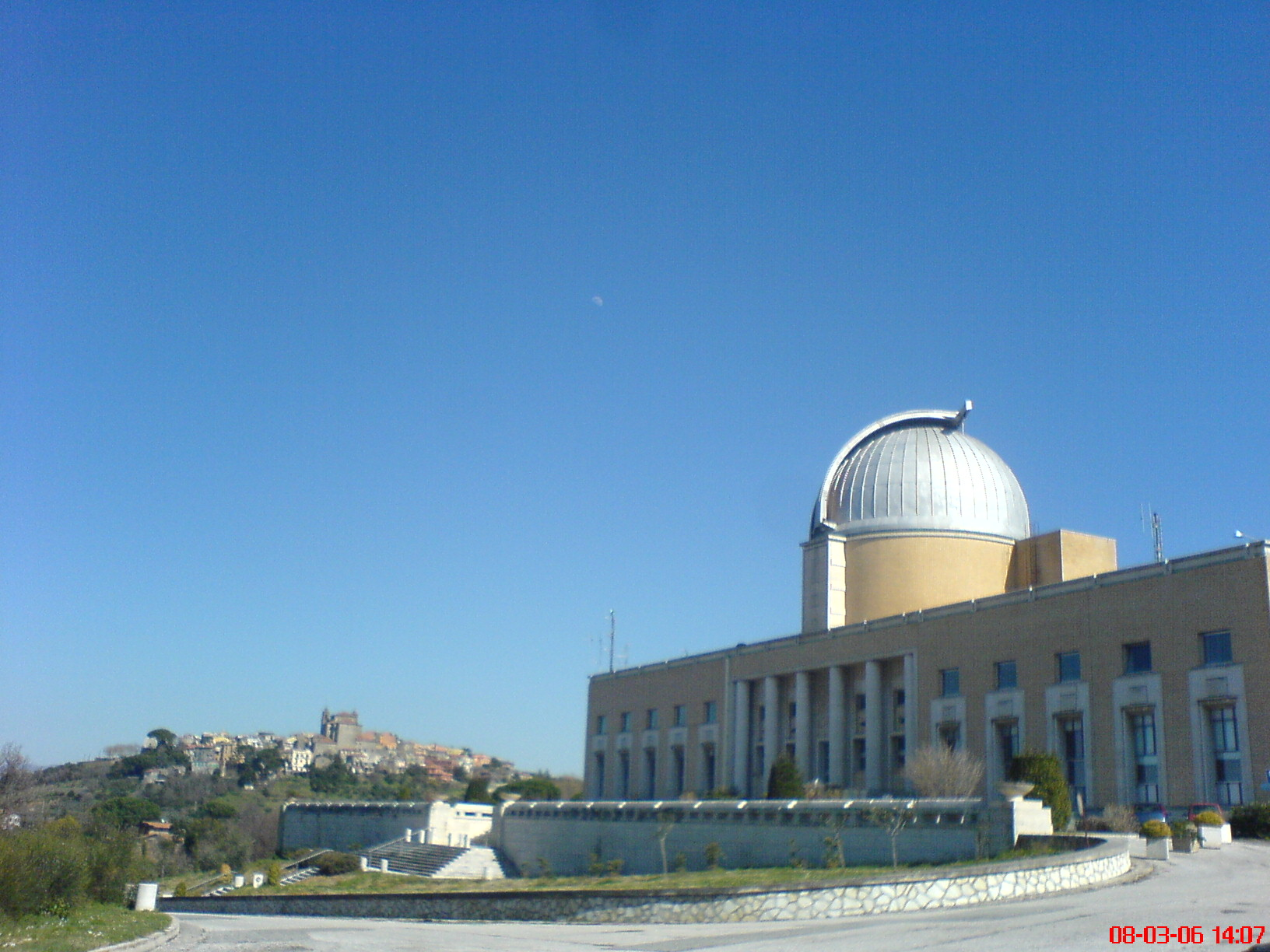
L'osservatorio astronomico di Monte Porzio Catone

Nel 2003 si prospettò l'idea trasferire il Museo a Monte Porzio Catone e contro questo trasferimento ci furono vari appelli a mezzo stampa, tra cui quello del giornalista Gaspare Barbiellini Amidei sul Corriere della Sera. Arrivò la protesta da parte dell'Istituto polacco di cultura di Roma e di Italia Nostra. Piero Benvenuti, commissario straordinario dell'Istituto nazionale di astrofisica, disse che per la riapertura del museo era necessaria la messa a norma degli impianti. Il museo non riapriva e ne venne anche tolta la targa indicativa su via Trionfale.
Si giunse a un compromesso: il nucleo più antico rimase a Villa Mellini, a Monte Mario; le collezioni e la documentazione dalla seconda metà dell'Ottocento in poi, quindi dalla nascita dell'astrofisica, furono trasferite all'osservatorio di Monte Porzio Catone.